# ONE 160
ONE 160: Ok vs. Lee 2 fue un evento de deportes de combate producido por ONE Championship llevado a cabo el 26 de agosto de 2022, en el Singapore Indoor Stadium en Kallang, Singapur.

## Historia
Una revancha por el Campeonato Mundial de Peso Ligero de ONE entre el actual campeón Ok Rae Yoon y el ex-campeón (además de Campeón del Grand Prix de Peso Ligero de ONE) Christian Lee encabezó el evento. El par se había enfrentado previamente en ONE: Revolution en septiembre de 2021, donde Ok derrotó a Lee por una controversial decisión unánime.
Una por el Campeonato Mundial de Peso Pluma de ONE entre el actual campeón Thanh Le y Tang Kai sirvió como evento coestelar.
Una pelea de peso wélter entre el Campeón Mundial de Peso Wélter de ONE Zebaztian Kadestam y el ex-retador al Campeonato Mundial de Peso Ligero de ONE Iuri Lapicus estaba programada para llevarse en el evento. Sin embargo, el 10 de agosto, se anunció que la pelea fue traslada a ONE on Prime Video 1.
Una pelea de Submission Grappling entre Valdir Rodrigues y Renato Canuto estaba programada para ser llevada a cabo en el evento. Sin embargo, Rodrigues se retiró de la pelea por razones no reveladas y fue reemplazado por Tommy Langaker.

## Resultados
1. ↑  Por el Campeonato Mundial de Peso Ligero de ONE.
2. ↑  Por el Campeonato Mundial de Peso Pluma de ONE
3. ↑   Originalmente una victoria por TKO (golpes y codazos) para Batur; más tarde cambiado a sin resultado luego de que Batur diera positivo por un esteroide anabolico, lo cual es una sustancia prohibida según World Anti-Doping Agency (WADA).
.

## Bonificaciones
Los siguientes peleadores recibieron bonos de $50.000.
- Actuación de la Noche: Christian Lee, Saemapetch Fairtex, Martin Batur y Tommy Langaker